# Ryan Cooley
Pour les articles homonymes, voir Cooley.
Ryan Cooley est un acteur canadien né le 18 mai 1988 à Orangeville en Ontario, il est connu pour avoir joué le personnage de J.T. Yorke dans les six première saisons de Degrassi : La Nouvelle Génération

## Filmographie
Modèle:Film à wikifie r
- Saisons 1 à 6 de la série Degrassi : La Nouvelle Génération (Degrassi: The Next Generation) : J.T Yorke
- Saison 1 (épisode 7) Derek (Life with Derek)
- Saison 1 Queer as Folk : Hank
- Film: Rex le cyber chien ; Nino
- Saison 7 (épisodes 1 à 3) Fais moi peur : L'enfant seul (le démon de la mire d'argent)